# Uomo di Combe-Capelle
L'Uomo di Combe-Capelle sono i resti fossili di un individuo trovato a Roc de Combe-Capelle, nella valle di Couze-et-Saint-Front, nella regione di Périgord situata nella Francia meridionale.

## Ritrovamento
Il cranio umano fu scoperto il 26 agosto 1909, da un operaio impiegato da Otto Hauser, che subito informato del rinvenimento, intuendone l'importanza, immeditamente organizzò gli ulteriori scavi, con il supporto dell'antropologo Hermann Klaatsch. Gli scavi, ben documentati per l'epoca in cui si svolsero, riportarono alla luce i resti fossili dello scheletro di un H. sapiens. accompagnato da numerosi corredi funerari e da 16 conchiglie di molluschi, per lo più perforate, rinvenute vicino al cranio.
Successivamente Hauser vendette i fossili dell'Uomo di Combe-Capelle, insieme all'esemplare neandertaliano rinvenuto nel 1908 a Le Moustier (Francia), per 160.000 marchi d'oro al museo di Berlino; entrambe le sepolture furono esposte nella capitale tedesca dal 1910 in poi. Nel 1945, durante il trasporto di molti preziosi reperti dal Museo di Berlino in Russia da parte dell'Armata Rossa, il cranio di Combe-Capelle fu apparentemente perso senza lasciare traccia. Tuttavia nel 2001 A. Hoffmann riuscì a reidentificare i resti cranici di Combe-Capelle tra i materiali che erano stati restituiti dai russi, e divenne chiaro che nel 1958 l'esemplare era stato restituito alla RDT senza alcuna informazione identificativa. Oggi il cranio è esposto al Neues Museum di Berlino.

## Descrizione
I resti più antichi scoperti nel 1909 vennero inizialmente datati intorno al 30.000 a.C. e pertanto ritenuti appartenere a un uomo di Cro-Magnon del Paleolitico superiore e considerati tra i più antichi resti fossili moderni d'Europa. Fu inizialmente classificato come Homo aurignaciensis hauseri assegnandolo al periodo Aurignaziano.
Nel 2011 in seguito ad analisi isotopiche effettuate con la spettrometria di massa con acceleratore, basate sul collagene di un dente presente nello scheletro conservato al Museo Etnologico di Berlino, il fossile è però stato fortemente postdatato a circa 9.600 anni fa, con un intervallo compreso tra il 7601 e il 7547 a.C.; studi archeologici comparati con ritrovamenti coevi in Gran Bretagna, Belgio e Germania, confermano la nuova datazione proposta.
Sulla base di un'analisi dettagliata dei suoi resti scheletrici, inclusi l'usura dentale e il grado di fusione ossea, si stima che l'uomo di Combe-Capelle avesse un'età compresa tra i 30 e i 40 anni al momento della sua morte. 
L'uomo fu sepolto in una fossa poco profonda, con pochi strumenti e ornamenti in pietra, ad indicare una qualche forma di rito funebre.
Viene a volte considerato come paleo-mediterraneo e a volte anche come paleo-australoide.
Le caratteristiche essenziali sono:
- Cranio di contorno pentagonoide-ellissoide, con fronte piuttosto sfuggente e volume di 1400 cc.;
- Arcate sopraciliari prominenti con orbite basse, ma meno che i Cromagnon;
- Volta abbastanza alta e rotondeggiante;
- Statura media o anche bassa;
- Faccia tendente alla leptoprosopia e quindi non larga come nei Cro-Magnon;
- Prognatismo totale e naso largo (camerrinia);[senza fonte]